# Medienvielfaltsmonitor
Der Medienvielfaltsmonitor ermittelt das Gewicht der Medien für die Informations- und Meinungsbildung und gibt Aufschluss über die (quantitative) Meinungsmacht der Medienkonzerne. Der Monitor basiert im Wesentlichen auf den stetig durchgeführten und im Markt anerkannten Reichweitenstudien der Arbeitsgemeinschaft Media-Analyse (AGMA), der Arbeitsgemeinschaft Fernsehforschung (AGF) und Nielsen Online sowie einer empirischen Studie zum Meinungsbildungsgewicht der Mediengattungen von TNS Infratest.

## Ziele des Berichts
Der Medienvielfaltsmonitor verschafft der Politik, den Medienanbietern und -nutzern sowie der Gesellschaft Transparenz über das Meinungsbildungsgewicht und die Medienkonzentration der Medienangebote und der einzelnen Medienkonzerne, für die die Landesmedienanstalten als Aufsichtsbehörden zuständig sind. Die Basisdaten des Monitors werden laufend aktualisiert, um einen aktuellen und regelmäßigen Bericht über die Vielfalt des Medienangebots zu liefern sowie mögliche Bedrohungen für die Meinungsvielfalt durch eine zu starke Meinungsmacht einzelner Konzerne aufzeigen.
Mit dem Medienvielfaltsmonitor erheben die Medienanstalten Daten über den Stand und die Entwicklung der Rundfunk- und Medienlandschaft und werten sie aus. Inhaber- und Beteiligungsverhältnisse sowie Auswirkungen auf die Medienvielfalt und die Meinungsbildung in Deutschland können so bewertet werden. Erstmals werden dabei Rundfunk, Print und Onlinemedien gemeinsam erfasst.
Der Medienvielfaltsmonitor stellt die meinungsbildungsrelevanten Medien vernetzt dar, indem er die Reichweitendaten von Fernsehen, Hörfunk, Print und Online miteinander verknüpft. Die Datenbank, die auf den Erhebungen der Kommission zur Ermittlung der Konzentration im Medienbereich (KEK) zum Fernsehen beruht, wurde um relevante Daten aus dem Print- und Onlinebereich erweitert und zeigt erstmals auch crossmediale Unternehmensverflechtungen. Die Mediendatenbank wie auch die darauf aufbauenden Studien, Mediengewichtungsstudie und Intermediäre und Meinungsbildung, werden in regelmäßigen Abständen aktualisiert.